# Levi Woodbury
Levi Woodbury (Francestown, 1789. december 22. – Portsmouth, 1851. szeptember 4.) az Amerikai Egyesült Államok szenátora (New Hampshire, 1825–1831 és 1841–1845).